# Suginami

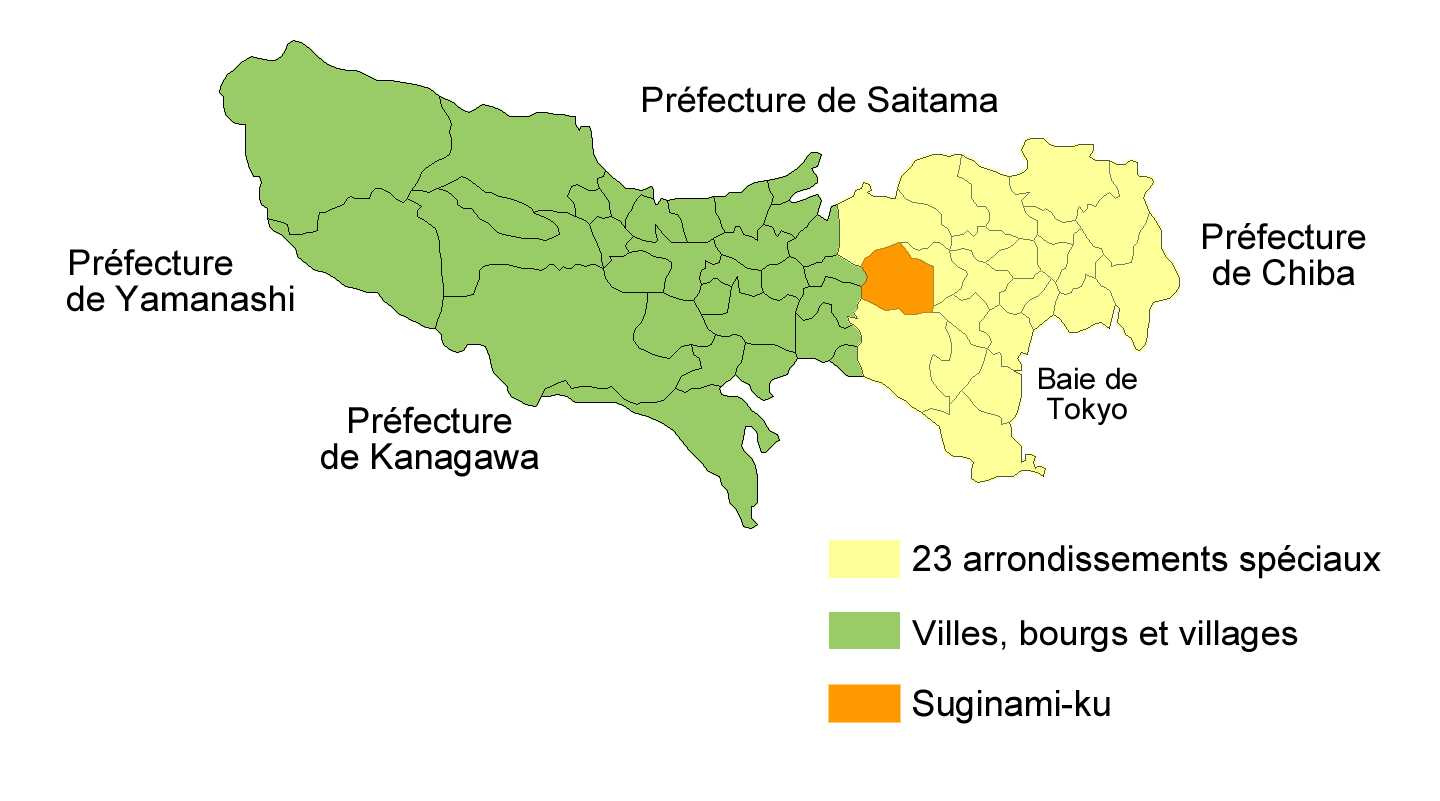
Situació de Suginami-ku a la prefectura de Tòquio

Suginami (杉並区, Suginami-ku) és un dels 23 barris especials de Tòquio que conformen Tòquio, al Japó. El districte va ser fundat el 15 de març de 1947. La població del districte és de 536.657 habitants per a una superfície de 34,02 km² (2008).

## Barris

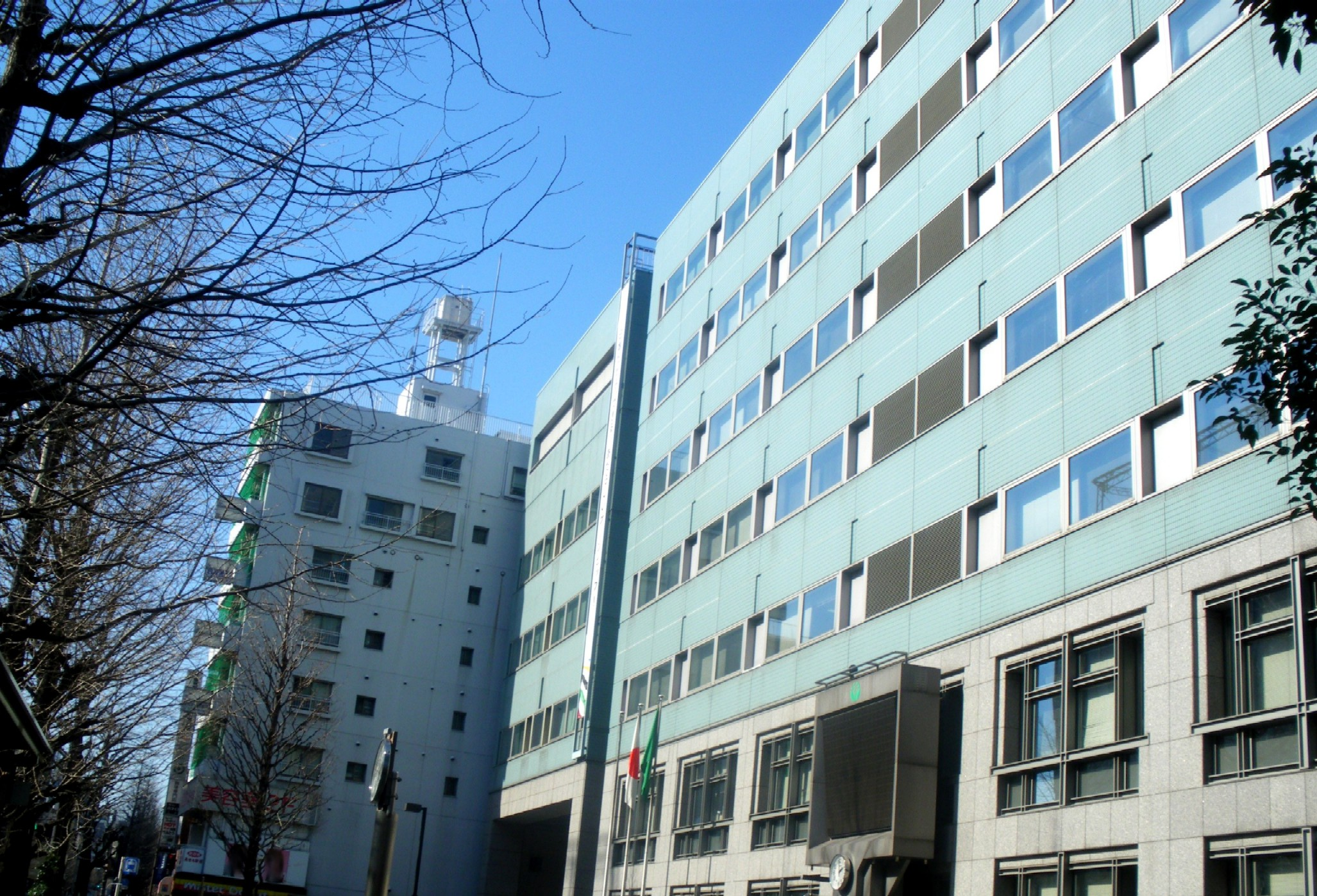
Ajuntament de Suginami-ku

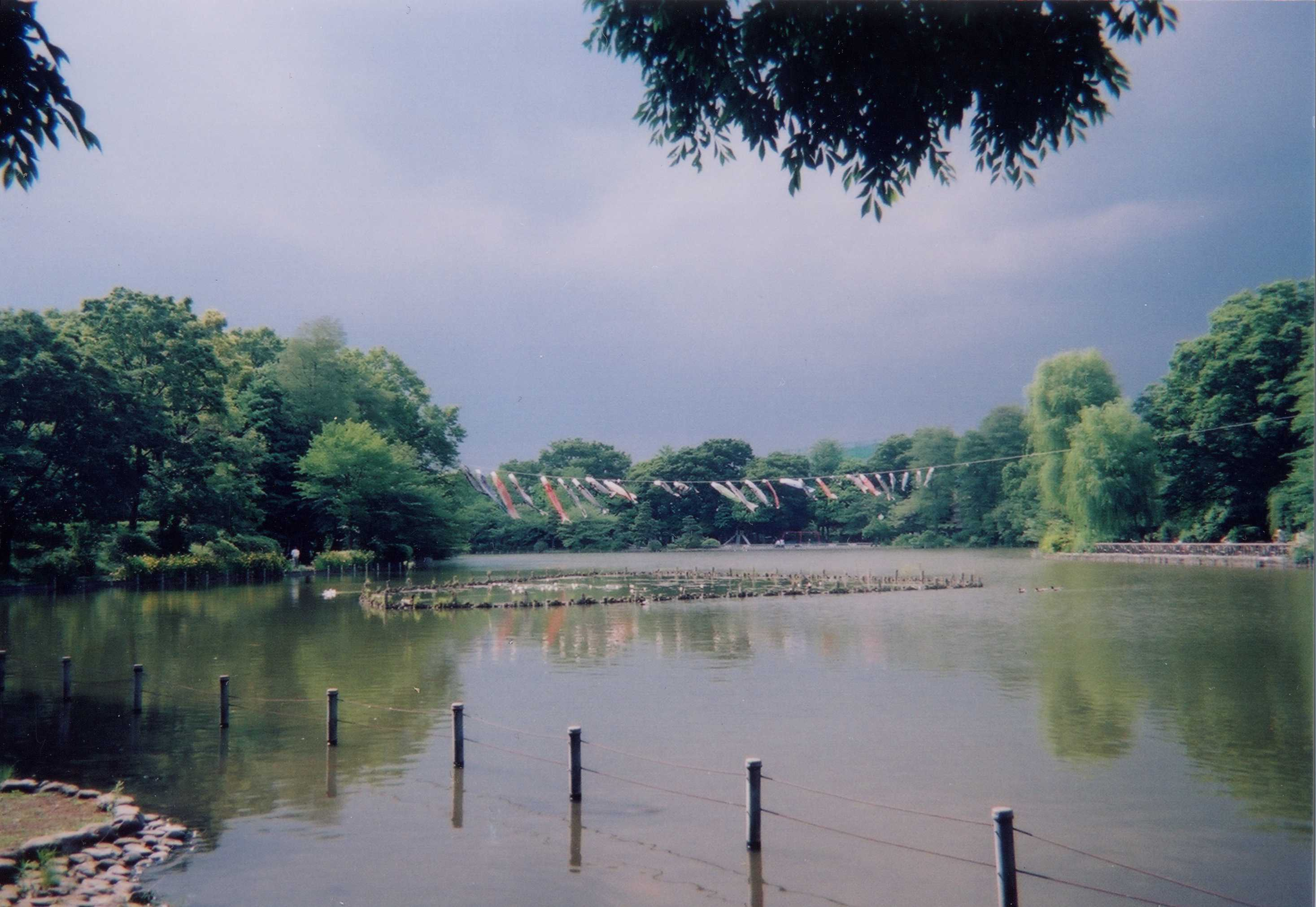
Parc Zenpukuji

- Amanuma (天沼)
- Asagaya (阿佐ヶ谷駅)
- Asagaya-Kita (阿佐谷北)
- Asagaya-Minami (阿佐谷南)
- Eifuku (永福)
- Hamadayama (浜田山)
- Hon-Amanuma (本天沼)
- Hōnan (方南)
- Horinouchi (堀ノ内)
- Igusa (井草)
- Imagawa (今川)
- Izumi (和泉)
- Kami-Igusa (上井草)
- Kami-Takaido (上高井戸)
- Kamiogi (上荻)
- Kōenji (高円寺)
- Kōenji-Kita (高円寺北, Kōenji nord)
- Kōenji-Minami (高円寺南, Kōenji sud)
- Kugayama (久我山)
- Matsunoki (松ノ木)
- Minami-Ogikubo (南荻窪)
- Miyamae (宮前)
- Momoi (桃井)
- Narita-Higashi (成田東)
- Narita-Nishi (成田西)
- Nishiogi-Kita (西荻北)
- Nishiogi-Minami (西荻南)
- Nishi-Ogikubo (西荻窪駅)
- Ogikubo (荻窪)
- Ōmiya (大宮)
- Shimizu (清水)
- Shimo-igusa (下井草)
- Shimo-Takaido (下高井戸)
- Shōan (松庵)
- Takaido-Higashi (高井戸東)
- Takaido-Nishi (高井戸西)
- Umezato (梅里)
- Wada (和田)
- Zenpukuji (善福寺)

## Turisme
Al llibre Totoro no sumu ie « La Casa on viu Totoro », 1991) Miyazaki presentat una casa del barri de Asagaya com la casa on a Totoro li hauria agradat viure.
S'hi troba igualment el museu de l'Animació Suginami que presenta una cronologia de l'animació japonesa i tallers creatius.

## Transport ferroviari
- JR East

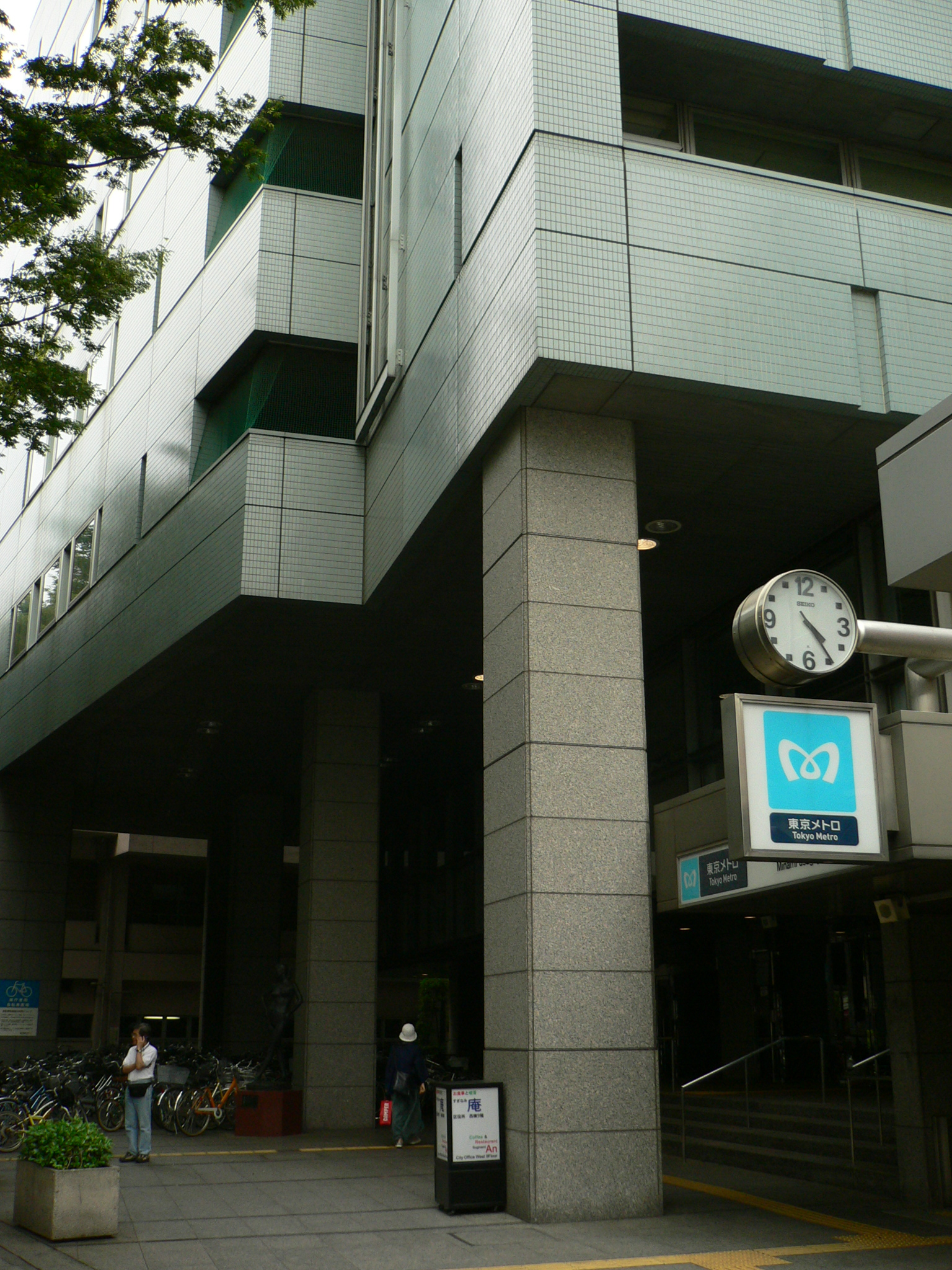
Parada de Minami-Asagaya

  - Línies Chūō i Chūō-Sōbegut: estacions de Kōenji, Asagaya, Ogikubo i Nishi-Ogikubo

- Keiō
  - Línia Keiō: estació de Hachimanyama
  - Línia Inokashira: estacions de Eifukuchō, Nishi-Eifuku, Hamadayama, Takaido, Fujimigaoka i Kugayama

- Seibu
  - Línia Shinjuku: estacions de Shimo-Igusa, Iogi i Kami-Igusa

- Tòquio Metro
  - Línia Marunouchi: parades de Ogikubo, Minami-Asagaya, Shin-Kōenji i Higashi-Kōenji